# Бур де Пеаж
Бур де Пеаж (фр. Bourg-de-Péage) насеље је и општина у источној Француској у региону Рона-Алпи, у департману Дром која припада префектури Валанс.
По подацима из 2011. године у општини је живело 10.101 становника, а густина насељености је износила 736,76 становника/km². Општина се простире на површини од 13,71 km². Налази се на средњој надморској висини од 135 метара (максималној 200 m, а минималној 155 m).

## Демографија
| 1962. | 1968. | 1975. | 1982. | 1990. | 1999. | 2011.  |
| ----- | ----- | ----- | ----- | ----- | ----- | ------ |
| 7.820 | 8.614 | 8.626 | 8.413 | 9.248 | 9.752 | 10.101 |

График промене броја становника у току последњих година